# Ава (государство, Бирма)
Ава (бирм. အင်းဝခေတ်) — средневековое государство на территории современной Мьянмы, существовавшее в 1364—1555 годах и располагавшееся в северной Бирме, на реке Мьинге, в долине Чаусхе. Вплоть до конца XIX века Бирма была известна в Европе как Ава.
В 1364 году царство Сикайн пало под ударами шанских княжеств. Бежавший из Сикайна вместе с семьёй правитель Тадоминбья основал на реке Мьинге (приток Иравади) город Ава. Удобное расположение вблизи долины Чаусхе, являющейся рисовой житницей страны, и стабилизация политической власти позволили Аве стать наиболее важным политическим центром всех мьянманцев.
Тадоминбья смог отвоевать у шанов разорённые территории бывших Сикайна и Пиньи и присоединил их к Аве. При Тадоминбье в долине Чаусхе была укреплена монашеская община (сангха), построены буддийские храмы, усовершенствована ирригация. Наследовавший Тадоминбье Минджи Свасоке, подчёркивавший также своё генеалогическое родство с династией, правившей в Паганском царстве, смог в значительной мере объединить Центральную Мьянму (особенно с захватом в 1377 году города Таунгу). В 1371 году он провёл разграничение владений с монским государством Хантавади. Чтобы хоть как-то обезопасить себя от нападений шанов, Минджи Свасоке был вынужден в 1383 году отправить посольство в Китай и признать себя вассалом недавно утвердившейся империи Мин.
В 1374 году Минджи Свасоке посадил на трон Аракана сначала своего дядю, а потом сына. Вмешательство монского царя Разадари вскоре позволило араканцам добиться независимости от авского двора, но ненадолго.
При Минджи Свасоке началась затяжная война Авы с Хантавади, продолжившаяся и при его преемнике Минкхауне. Наибольшего успеха мьянманцы достигли в 1415 году, когда ими была занята почти вся западная часть дельты Иравади, кроме Пегу и Мартабана. Однако вскоре после этого на Аву напали объединённые силы шанских князей. Достигнув столицы, шаны осадили город; это было результатом манёвра Разадари, которому удалось подкупом разрушить дружеские отношения авского двора с северными шанскими княжествами.
С начала XV века Авское государство вступает в пору наивысшего расцвета. Велась активная караванная торговля с Китаем. Поддерживались отношения и со Шри-Ланкой (в 1456 и 1474 годах в Канди из Авы отправлялись миссии). Основным занятием жителей являлось рисоводство. В Авском государстве началось формирование бирманской национальной литературы; известны поэты Шин Уттамаджо (1453—1542) и Шин Махатилавунта (1453—1518).
После смерти Минкхауна Авское государство постепенно начало разрушаться. В 1430 году полностью отделился Аракан. Всё большей независимостью от центра начали обладать члены правящей семьи, которым раздавались уделы; самые крупные из них считали правителя Авы лишь первым среди равных. Феодалы стали использовать царские титулы, стремились превратить свои владения в наследственные, строили в них укрепления, набирали личные дружины.
В середине XV века начались нашествия китайских войск. В 1446 году китайские войска подошли к стенам Авы, и царю Нарапати пришлось признать себя данником китайского императора.
В 1455 году были достигнуты соглашения о нормализации отношений с Араканом и проведена демаркация границы.
В начале XVI века усилились шанские набеги с севера, начинающиеся обычно с окончанием муссонов. Особенно активизировавшееся княжество Мохньин в 1524 году захватило северо-восточную часть Авского государства с городом Бамо, а затем его войска дошли до Таемьо и Пьи. В 1527 году шаны захватили, разгромили и сожгли город Ава. Последний правитель Авы Нарапати II, принимавший участие в битве, был убит на своём боевом слоне выстрелом из мушкета (считается, что это — первое упоминание об использовании огнестрельного оружия в Мьянме). Само же государство просуществовало до 1555 года, когда было захвачено Байиннауном из династии Таунгу и включено им в состав нового бирманского королевства.